# Noctua interposita
Noctua interposita là một loài bướm đêm thuộc họ Noctuinae. Nó được tìm thấy ở châu Âu.
Sải cánh dài 39–45 mm.
Ấu trùng ăn nhiều loại thực vật thân thảo và grasses.

## Hình ảnh

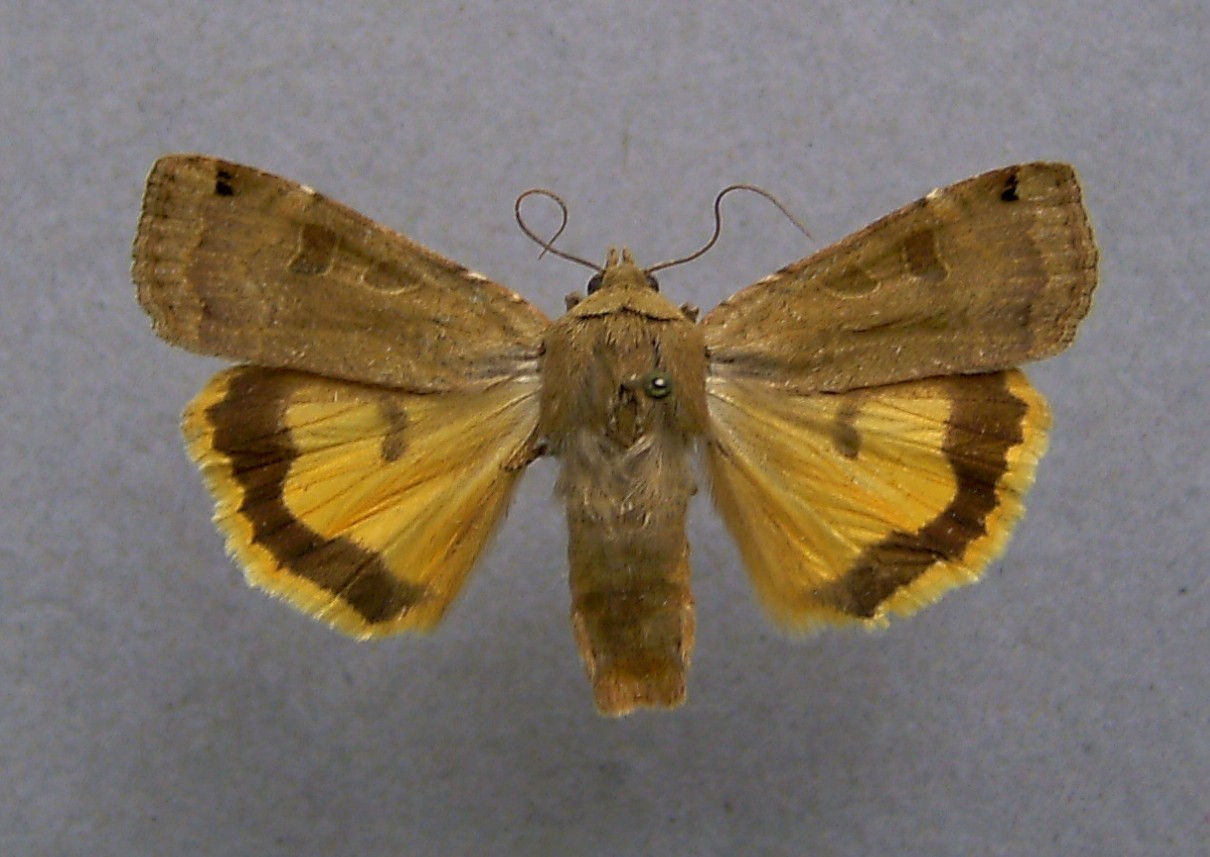